# Usurpateur
Cet article possède un paronyme, voir Usurpation.
Pour plus de détails, voir Fiche technique et Distribution.
Usurpateur est un thriller argentino-espagnol coécrit et réalisé par Ana Piterbarg, sorti en 2012.

## Synopsis
Dans la région du delta du Paraná, Agustín (Mortensen), un homme désespéré, se voit amené à endosser l'identité de son frère décédé, Pedro, quitte à affronter le passé criminel de ce dernier...

## Fiche technique
- Titre original : Todos tenemos un plan
- Titre français : Usurpateur
- Titre québécois  : Tout le monde a un plan
- Réalisation : Ana Piterbarg
- Scénario : Ana Piterbarg et Ana Cohan
- Direction artistique : Mariela Rípodas
- Décors : Uxua Castelló et Lorena Rubinstein
- Costumes : Valentina Bari
- Photographie : Lucio Bonelli
- Son : Juan Ferro
- Montage : Alejandro Lázaro
- Musique : Lucio Godoy et Federico Jusid
- Production : Mariela Besuievski, Gerardo Herrero et Vanessa Ragone
- Société(s) de production : Castafiore Films, Haddock Films, SurDream Productions, Telefe et Tornasol Films
- Société(s) de distribution :  20th Century-Fox
- Budget :
- Pays de production :  Argentine,  Espagne (le générique précise + Allemagne)
- Langue : Espagnol
- Format : Couleurs - 35mm - 1.85:1 - Son Dolby numérique
- Genre : Thriller
- Durée : 118 minutes
- Dates de sortie :
  - Argentine : 30 août 2012
  - France : 23 septembre 2014 (en VOD)

## Distribution
- Viggo Mortensen (V. F. : Bernard Gabay) : Agustín / Pedro
- Soledad Villamil (V. F. : Déborah Perret) : Claudia
- Daniel Fanego (V. F. : Frédéric van den Driessche) : Adrián
- Javier Godino (V. F. : Sébastien Desjours) : Rubén
- Sofía Gala Castiglione (V. F. : Olivia Luccioni) : Rosa
- Oscar Alegre : Amadeo Mendizábal

Sources et légende : Version française selon le carton de doublage français au cinéma.